# 西吟
西吟（さいぎん、1605年（慶長10年） - 1663年9月16日（寛文3年8月15日））は、江戸時代前期の浄土真宗の学僧。史料によっては浄土真宗本願寺派初代能化とするものもある。

## 概要
豊前国小倉米町の浄土真宗永照寺住職・西秀の子として生まれる。諡は成規院、号は照黙。永照寺第6世住職を継ぐ。小倉藩初代藩主の小笠原忠真より崇敬を受ける。
紀伊国性応寺の了尊に師事する。上洛して東福寺で禅を学び、郷里で宗乗を研究する。1647年（正保4年）に能化職となる。本願寺学寮の研学の綱領と所化（学寮の学生）の生活の基礎をつくった。

### 承応の鬩牆
了尊門下の兄弟子月感より、宗学の所説に禅理を混ぜており聖道門的であると批判されたことで、承応の鬩牆と呼ばれる論争が起こった。この論争は西本願寺と興正寺の紛争に発展して江戸幕府の介入を招き、結果として月感が敗れて出雲国に流されたものの、西吟が能化を務めていた学寮も破却されることとなった。
学寮の破却後、本山は街中にあった医者の屋敷を借り上げて所化の教育活動を存続したが、学寮を名乗ることは適わず、以後「学林」と称されるようになる。

### 西本願寺の初代能化は誰か？
西本願寺の僧侶の教育機関・学寮（学林）のトップを能化といった。初代能化を誰とするかは、史料により、准玄とするものと西吟とするものとに分かれる。龍谷大学所蔵の『能化講主勧学名帖』では准玄を「講僧」とし、西吟を初代能化としている。なお、龍谷大学は学寮および学林を同学の前身とみなしており、歴代能化を学長相当とし、准玄についても「学寮能化」として歴代学長の一人に数えている。